# Martinez (Géorgie)
Pour les articles homonymes, voir Martinez.
Martinez est une census-designated place située dans le comté de Columbia, dans l’État de Géorgie, aux États-Unis. Lors du recensement de 2020, elle comptait 34 535 habitants.